# Bučjanka
Bučjanka je rječica u BiH. Zove se po zaseoku Bučju u Drijenči.
Nastaje sutokom dvaju potoka u Bučju. Bučjanka protječe po rubu istočnog dijela Drijenče. Bučjanka i Drjenačica, koja izvire u središtu Drijenče, ulijevaju se jedna u drugu i tvore pravu Šibošnicu. Selo Drijenča je srcolika oblika, a mjesto sutoke je "vrh" (gledano s juga prema sjeveru) sela Drijenče. Općinari iz Čelića i prije iz Lopara iz neopravdanog razloga nikad rječicu nisu zvali Bučjanka, nego Piperka, Visorka, neki čak i Šibošnicom, premda Šibošnica počinje sutokom Bučjanke. Rječica protječe protječe pored bučjanskih posjeda i ne može se zvati po drugom selu ili zaseoku. 

## Flora i fauna
Pored rijeke Bučjanke raste sljedeće drveće: grab, vrba, hrast, bukva, bagrem, klen, lijeska, bazga, sviba, lipa. 
I raste sljedeće crnogorično drveće: smreka, bor, jela. Ovo divlje voće raste pored Bučjanke: drijen, jabuka, trešnja, kruška, malina, trnina. 
U Bučjanki se može naći riba i rakovi ali nije pogodna za ribolov zato što kada padnu veće kiše voda sve odnese nizvodno a nema rukavaca i virova gdje bi se ribe mogle na duže vrijeme zadržavati. 
Poslije kiše voda brzo dođe u svoj mali vodostaj i razbistri se. Tu piju vodu divlje životinje: srne, kune, lisice, ježevi, jazavci a od vćih ptica može se preko ljeta vidjeti poneka roda i divlja guska.